# Lithiumselenid
Lithiumselenid, Li2Se, ist eine chemische Verbindung des Lithiums aus der Gruppe der Selenide.

## Gewinnung
Lithiumselenid  kann durch Reaktion von Selen mit Lithium gewonnen werden. Die Reaktion findet in flüssigem Ammoniak statt. Nach Verdampfung des Ammoniaks bleibt das rotbraune Lithiumselenid zurück.

## Eigenschaften
Dilithiumselenid kristallisiert in einem kubischem Kristallsystem. Es besitzt wie die anderen Lithiumchalkogenide die Raumgruppe Fm3m (Raumgruppen-Nr. 225).

## Toxikologie
Bei oraler Einnahme oder Inhalation Lithiumselenid ist es giftig. Bei längerer oder wiederholter Exposition verursacht es Schäden an den Organen.